# 瓦努阿图经济
瓦努阿图经济属于小规模农业经济。瓦努阿图的支柱行业为渔业、离岸金融以及旅游业。

## 农业
瓦努阿图的人主要从事第一级生产，主要从事农业，其农作物可供应瓦努阿图约65%人的需要；主要农产品有椰干、可可、咖啡、卡瓦、芋头、香蕉等。
另外，渔业和畜牧业也是瓦努阿图的主要经济活动之一。牛肉在瓦努阿图是主要的外汇收入产品之一。

## 工业
瓦努阿图工业由于物价和生产成本高，各种产品缺乏出口竞争力，主要工业产品总外国进口，在瓦努阿图本国销售。瓦努阿图有椰子加工、食品、木材加工、屠宰、肥皂等小工厂。

## 旅游业
旅游业在瓦努阿图也很重要，产值约占国民生产总值的40%。是最大的外汇收入来源，也是政府的重要收入来源之一。